# Twinnite
La twinnite (simbolo IMA: Twi) è un minerale non molto comune del gruppo della sartorite appartenente alla famiglia dei "solfuri e solfosali" con composizione chimica Pb0,8Tl0,1Sb1,3As0,8S4, semplificata in PbSbAsS4.

## Etimologia e storia
Il nome twinnite è stato scelto da John L. Jambor nel 1967 in onore di Robert Mitchell Thompson (1918 - 1967), professore di mineralogia, dell'Università della Columbia Britannica di Vancouver (Canada). Thompson significa "figlio di Thomas"; quest'ultimo in aramaico significa "un gemello". Il nome è doppiamente appropriato in quanto allude alla geminazione polisintetica presente nel minerale.

## Classificazione
Nella classica nona edizione della sistematica dei minerali di Strunz la twinnite è elencata nella classe "2. Solfuri e solfosali" e nella sottoclasse "2.H Solfosali di archetipo SnS"; questa è ulteriormente suddivisa in basse all'eventuale presenza di alcuni metalli, in modo che la twinnite possa essere trovata nella sezione "2.HC Con solo Pb" dove insieme a guettardite e sartorite forma il sistema nº 2.HC.05.a.
La twinnite mantiene la stessa posizione all'interno della sistematica di Strunz anche nell'edizione successiva, proseguita dal database "mindat.org" e chiamata Classificazione Strunz-mindat con l'aggiunta, oltre a quelli già citati, del nuovo minerale hyršlite.
Anche nella Sistematica dei lapis (Lapis-Systematik) di Stefan Weiß la twinnite è elencata nella classe dei "solfuri e solfosali" e da lì nella sottoclasse dei "solfosali (S : As,Sb,Bi = x)" dove si trova nella sezione dei "solfosali di piombo con As/Sb (x= 2,3 - 1,8)"; qui forma il sistema nº 	
II/E.25 insieme ad argentoliveingite, barikaite, decatriasartorite, endecasartorite, enneasartorite, eptasartorite, guettardite, hyršlite, incomsartorite, liveingite, marumoite, polloneite, rathite, sartorite e carducciite.
Nella classificazione dei minerali secondo Dana, la twinnite forma un sottogruppo di solfosali con guettardite, sartorite e marumoite con il numero di sistema 03.07.08, che corrisponde alla sezione "solfosali con rapporto z/y = 2 e formula (A+)i(A2+)j[ByCz], A = metalli, B = semimetalli, C = non metalli".

## Abito cristallino
Il sistema in cui cristallizza la twinnite non è ancora ben stabilito: inizialmente era stato assunto essere triclino; altre fonti lo riportano essere ortorombico, anche se fonti più recenti affermano che il sistema è monoclino con gruppo spaziale P21.
I parametri reticolari sono a = 7,997(2) Å, b = 19,517(5) Å, c = 8,634(2) Å e β = 91,061(4)°, oltre a 8 unità di formula per cella unitaria.

## Origine e giacitura
La twinnite è stata trovata nel marmo con altri solfo-antimoniuri di piombo; la sua paragenesi varia a seconda del sito di ritrovamento: è con chabournéite, pierrotite, parapierrotite, stibnite, pirite, sfalerite, zinkenite, madocite, andorite VI, smithite, laffittite, routhierite, aktashite, wakabayashilite, realgar e orpimento (per campioni rinvenuti a "Jas Roux", nei pressi di Gap in Francia); sfalerite, pirite, galena, playfairite, sorbyite, guettardite, baumhauerite,
realgar, orpimento, cinabro, fluorite e quarzo (per campioni provenienti dal Kirghizistan).
La twinnite non è un minerale molto diffuso ed è stato trovato solo in pochi siti sparsi per il mondo. In Canada ci sono la sua località tipo, Taylor Pit presso la città di Huntingdon (nel Québec), nella municipalità regionale della contea di Mékinac (anch'esso nel Québec) e il deposito "Stardust" (nella Columbia Britannica).
In Italia la twinnite è stata trovata a Ceresole Reale (Piemonte).
Altri siti, solo per citarne alcuni sono: Turinsk (nell'oblast' di Sverdlovsk, Russia), la contea di Mineral (Nevada, Stati Uniti), Sala (Svezia), il distretto di Udaipur (India), Oruro (Bolivia).

## Forma in cui si presenta in natura
La twinnite si presenta in grani con dimensioni fino a 1,5 mm. Il colore è nero con lucentezza metallica, mentre il colore del suo striscio è nero brunastro.